# کن بری (بازیکن هاکی روی یخ)
کن بری (انگلیسی: Ken Berry؛ زادهٔ ۲۱ ژوئن ۱۹۶۰) بازیکن هاکی روی یخ اهل کانادا است.
از باشگاه‌هایی که در آن بازی کرده‌است می‌توان به ونکوور کناکز و ادمونتون اویلرز اشاره کرد.